# Solfara Muculufa
La solfara Muculufa o Muculusa o miniera Muculufa è una miniera di zolfo sita in provincia di Caltanissetta nel comune di Butera; è posta su una collina sulla riva sinistra della bassa valle del Salso.
La solfatara, di proprietà Tasca Lucio, era già attiva nel 1839, poi fu della Società Valsalso proprietaria di diverse miniere del bacino minerario di Caltanissetta; oggi è abbandonata.
È stata dichiarata di notevole interesse pubblico con il decreto assessoriale della Regione Siciliana del 7 novembre 1988.

## Incidenti
Nella miniera il 16 aprile 1890 vi fu un incidente da emissione di anidride solforosa, di cui non è noto il numero dei soggetti coinvolti.